# Onlinepoker

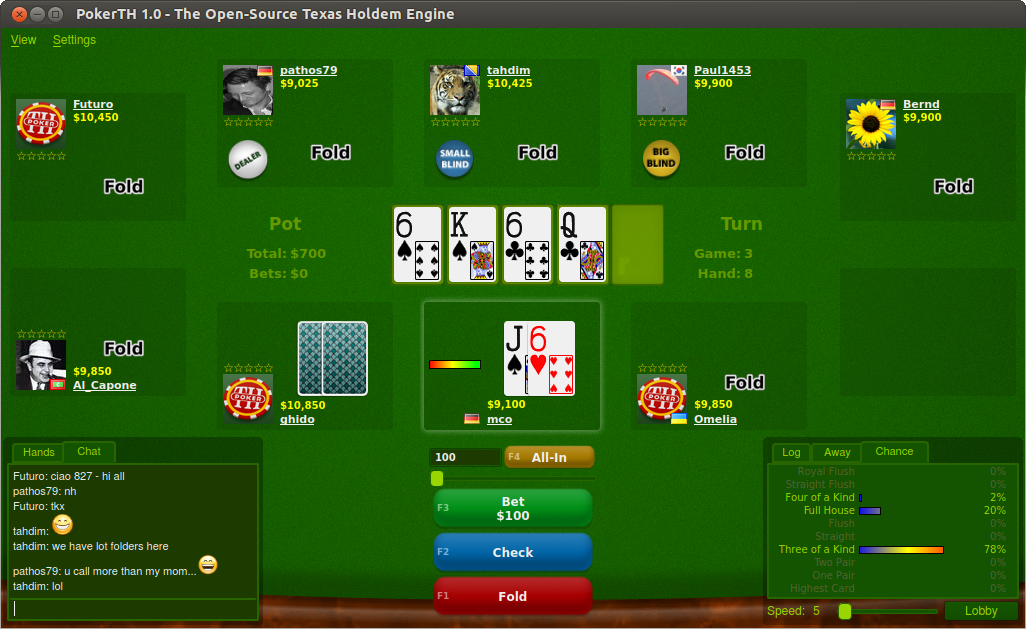
Screenshot von PokerTH

Onlinepoker ist Poker, das online über das Internet gespielt wird. In sogenannten Onlinepokerräumen können angemeldete Spieler entweder um fiktives Spielgeld oder aber auch um Echtgeld spielen.

## Rechtslage
Die Legalität von Onlinepoker ist wegen der Möglichkeit von Echtgeldeinsätzen in vielen Rechtsordnungen fraglich.
Infolgedessen haben viele Anbieter von Onlinepoker ihren Firmensitz in Ländern, in denen die Rechtslage eindeutiger und günstiger für sie ist.
- Deutschland: Das deutsche Strafrecht gestattet das Betreiben von Glücksspielen grundsätzlich nur mit einer entsprechenden Konzession. Sowohl das Anbieten (§ 284 StGB) als auch die Teilnahme (§ 285 StGB) an einem nicht genehmigten Glücksspiel sind grundsätzlich mit Strafe bedroht, dies gilt auch für Onlinecasinos.

- Österreich: In Österreich ist im Moment nur erlaubt über das Portal win2day zu spielen. Ansonsten gilt laut dem Bundesministerium für Finanzen: „Das Bewerben sowie das Anbieten von ausländischen oder sonst illegalen Glücksspielen in Österreich, wie auch die Teilnahme an ausländischen Glücksspielen vom Inland aus ist – auch auf elektronischem Weg – nicht zulässig!“[1]

- USA: Seit dem 13. Oktober 2006 sind Geldtransfers zu Onlineglücksspielseiten verboten. US-Präsident George W. Bush unterzeichnete ein entsprechendes Gesetz (Unlawful Internet Gambling Enforcement Act), das Anfang Oktober vom Kongress verabschiedet worden war. Das Gesetz verbietet Kreditkartenfirmen, Banken und Bezahldiensten, Geld an die meist außerhalb der USA ansässigen Glücksspiel-Betreiber zu überweisen. Damit können Spieler ihre Einsätze und Wetten nicht mehr online platzieren. Einige Plattformen wie Partypoker und Titanpoker lassen seitdem keine amerikanischen Spieler mehr auf ihren Plattformen zu. Am 15. April 2011, in der Poker community auch als „Black Friday“ bekannt, hat das FBI die Seiten Full Tilt Poker, Poker Stars und Absolute Poker in den USA gesperrt und den Verantwortlichen u. a. Geldwäsche vorgeworfen.

- Schweiz: In der Schweiz wird der Anbieter von Onlinepoker bestraft. Der Strafandrohung von Art. 56 Abs. 1 SBG unterliegt der Spieler zwar nicht, er hat aber damit zu rechnen, dass von ihm investierte oder gewonnene Gelder gestützt auf Art. 70 des Schweizerischen Strafgesetzbuches vom 21. Dezember 1937 (StGB, SR 311.0) bei einem Strafverfahren gegen den Anbieter eingezogen werden.

### Teilweise Umgehung des Werbeverbotes
Aufgrund der komplizierten rechtlichen Lage und des meist einhergehenden Werbeverbots betreiben viele Pokerseiten eigene Spielgeldseiten. Die Spielgeldseiten dienen dazu, potentielle Spieler auf die Seiten aufmerksam zu machen, insbesondere da die Werbung für Echtgeldseiten verboten ist. Der Unterschied ist jedoch marginal: So sind meist die .net-Seiten die Spielgeldvarianten, während es sich bei den .com-Seiten um die Echtgeldseiten handelt.

## Vorteile gegenüber traditionellem Poker
Früher wurde das traditionelle Poker in Casinos gespielt. Für diese lohnte es sich jedoch kaum, Poker anzubieten, deshalb wurden häufiger die ertragreicheren Slot-Maschinen aufgestellt. Für ein Onlinecasino ist Poker jedoch profitabler, da keine hohen Fixkosten für Personal und Räume anfallen und eine größere Zahl von Spieltischen angeboten werden kann. Dadurch werden die wesentlich niedrigeren Mindesteinsätze kompensiert.
Für die Spieler sind die Regeln einfacher zu erlernen als in einem Casino, da die Software den Spieler unterstützt, indem sie zum Beispiel angibt, wer als nächster setzen muss. Durch den schnelleren Ablauf beim Kartengeben und der Zuteilung des Pots sind mehr Spiele pro Stunde möglich.
Die größten Pokerräume bieten Onlineturniere an, bei denen man sich für echte Turniere der World Series of Poker oder World Poker Tour qualifizieren kann. 2003 qualifizierte sich Chris Moneymaker durch solch eine Onlineausscheidung zum „Main Event“ der WSOP, das er dann auch gewann. Am Finaltisch saßen vier Spieler, die sich durch Onlinepokerräume qualifiziert hatten. Greg „Fossilman“ Raymer, der Sieger 2004, qualifizierte sich ebenfalls online.

## Spezielle Gefahren des Onlinepoker
Das Beobachten des Gegners, ein wesentlicher Bestandteil des traditionellen Pokers, ist in Onlinecasinos nicht möglich. Dadurch entfällt eine wesentliche Komponente des Spiels, die spielentscheidend sein könnte.
Im Internet sind zahlreiche Analysetools in Form von Software verfügbar. Diese lässt sich parallel zu den Softwareclients der bekanntesten Anbieter installieren. Die Analyseprogramme verfolgen nach der Installation den Spielverlauf der laufenden Partien und liefern in Echtzeit z. B. statistische Analysen des laufenden Spiels, bis hin zu Handlungsvorschlägen für die aktuelle Spielsituation. Internetspieler können nicht nachvollziehen, ob auch Computerprogramme, sogenannte Bots, in relevanter Zahl am Onlinepoker teilnehmen. Bei menschlichen Gegenspielern besteht außerdem die Gefahr, dass sie sich beispielsweise im Chat absprechen.
Ansonsten bestehen dieselben Gefahren wie beim klassischen Poker, allerdings aufgrund der höheren Spielgeschwindigkeit und ständigen Verfügbarkeit der Onlinecasinos in verstärktem Maße. Dazu kommt die fehlende Überprüfung des emotionalen oder physischen Zustands des Spielers, wie sie in einem traditionellen Casino durch die Angestellten gewährleistet würde. Die höhere Geschwindigkeit bei Onlinespielen kann zusätzlich zu unüberlegten Aktionen verleiten.
Die Betreiber der Onlinecasinos können rechtlich meist nicht belangt werden, da sie ihren Sitz oft im Ausland haben. Sowohl das Anbieten (§ 284 StGB) als auch die Teilnahme (§285 StGB) an staatlich nicht genehmigten Glücksspielen ist in Deutschland verboten und kann verfolgt werden.

## Einfluss auf die Verbreitung von Poker
Die vielen Onlinepokerräume haben maßgeblich dazu beigetragen, dass die Beliebtheit des Pokers weltweit gestiegen ist und heute deutlich mehr Pokerspieler aktiv sind, als zu Zeiten, in denen es noch kein Onlinepoker gab. Zusätzlich wirkten sich spektakuläre Erfolge wie z. B. der Erfolg von Chris Moneymaker bei der World Series of Poker 2003 auf den Boom aus. Dieser Pokerboom führte schließlich auch dazu, dass die Umsätze der Onlinepokerräume 2003 bereits 34 Millionen US-Dollar im Monat betrugen. Bis Dezember 2006 wurde der Gewinn auf 100 Millionen US-Dollar im Monat geschätzt. Texas Hold’em ist online die meistgespielte Pokerart.

## Rake
Pokerräume verdienen Geld, indem sie von jedem gespielten Pot wie in „echten“ Casinos einen gewissen Betrag einbehalten (in der Regel 5 % bis max. $5). Diesen Betrag bezeichnet man als „Rake“. In manchen Pokerräumen genügt es für eine „raked hand“, wenn man Karten erhalten hat, während man bei anderen am Pot beteiligt sein muss.
Einige Anbieter zahlen einen Teil der Gebühren an die Spieler zurück; diese Rückzahlung wird als Rakeback bezeichnet.

## Währung
Bis zum Jahre 2011 war die allgemeine Währung im Onlinepoker der Dollar. Auch heute ist der Dollar die häufigste Währung bei den internationalen Anbietern. Daneben hat sich der Euro etabliert, um die Spieler aus Europa von den US-Spielern unterscheiden zu können. Dies war notwendig, nachdem die US-amerikanischen Spieler von vielen Anbietern aufgrund der Gesetzeslage in den USA vom Spiel ausgeschlossen werden mussten. 

## Bonus
Um neue Spieler zu gewinnen, locken die Anbieter mit Bonusangeboten. In der Regel bekommt der Spieler einen Betrag zwischen 5 und 150 "echten" Dollar. Diesen Betrag muss er allerdings freispielen, was bedeutet, dass er über das Geld erst dann wirklich verfügen kann, wenn er davon in ähnlicher Höhe Gebühren, das rake, generiert hat. In der goldenen Ära des Onlinepoker zwischen 2004 und 2009 wurden enorme Summen in die Spielergewinnung gesteckt und es wurde nicht auf eine ausreichende Rückzahlung durch die Spieler geachtet. Dies wurde von vielen Spielern – sogenannten Bonushuren – gezielt ausgenutzt. Dazu gab es immer wieder Fehler in den Bonussystemen der Anbieter, die es den Spielern erlaubten, enorme Summen an Bonusgeld zu erspielen.